# Darien (Georgia)
Darien es un pueblo ubicado en el condado de McIntosh en el estado estadounidense de Georgia. En el censo de 2000 su población era de 1.719 habitantes.

## Demografía
En el 2000 la renta per cápita promedia del hogar era de $24,135, y el ingreso promedio para una familia era de $28,750. El ingreso per cápita para la localidad era de $11,938. Los hombres tenían un ingreso per cápita de $26,198 contra $16,897 para las mujeres.

## Geografía
Darien se encuentra ubicado en las coordenadas 31°22′16″N 81°25′51″O / 31.37111, -81.43083 (32.605607, -83.244762).
Según la Oficina del Censo, la localidad tiene un área total de 5,1 km² (2 mi²), de la cual 5,1 km² (2 mi²) es tierra y 0 km² (0 mi²) (0.00%) es agua.